# Бояджян, Анна Суреновна
А́нна Суре́новна Бояджя́н (29 августа 1954 — 29 января 2015) — советский и армянский биохимик, доктор биологических наук (1996), профессор (2006); директор Института молекулярной биологии НАН Армении (2006—2015), член-корреспондент НАН Армении (2014).

## Биография
С отличием окончила биологический факультет Ереванского университета, стажировалась в Институте медицинской и биологической химии АМН СССР. Работала в Институте биохимии Академии наук Армянской ССР.
С 1988 г. работала в Институте молекулярной биологии НАН Армении, в 2006—2015 гг. — директор института.
Одновременно преподавала в Российско-армянском (славянском) университете — профессор кафедры биоинженерии и биоинформатики; являлась его почётным профессором.

## Научная деятельность
В 1986 г. защитила кандидатскую, в 1996 г. — докторскую диссертацию. 27 декабря 2014 года была избрана членом-корреспондентом НАН РА.
Основные направления научных исследований — молекулярные основы развития нарушений иммунной системы; молекулярно-генетические патомеханизмы генерации и развития комплексных заболеваний полигенной природы с когнитивным дефицитом (шизофрения, посттравматическое стрессовое расстройство, ишемический инсульт).
Являлась председателем Армянской ассоциации молекулярно-клеточной биологии и иммунологии, заместителем редактора «Биологического журнала Армении», председателем специализированного совета «Экспериментальная биология» по защите кандидатских и докторских диссертаций. Подготовила 19 кандидатов наук.
Автор около 400 научных печатных работ, в том числе патентов.

## Награды и признание
- медаль Анании Ширакаци
- почётная медаль Национального Собрания Республики Армения
- диплом президиума НАН Армении
- золотая медаль «За вклад в развитие науки и технологии» организации Глобал Рейтинг (Великобритания)
- почётный профессор Венского международного университета.